# Cuetzalan del Progreso
Cuetzalan del Progreso là một đô thị thuộc bang Puebla, México. Năm 2005, dân số của đô thị này là 45781 người.